# Standardowy parametr grawitacyjny
| Ciało   | μ [m³ s−2]            |
| ------- | --------------------- |
| Słońce  | 1,32712440018(9)×1020 |
| Merkury | 2,2032(9)×1013        |
| Wenus   | 3,24859(9)×1014       |
| Ziemia  | 3,986004418(8)×1014   |
| Mars    | 4,282837(2)×1013      |
| Ceres   | 6,26325×1010          |
| Jowisz  | 1,26686534(9)×1017    |
| Saturn  | 3,7931187(9)×1016     |
| Uran    | 5,793939(9)×1015      |
| Neptun  | 6,836529(9)×1015      |
| Pluton  | 8,71(9)×1011          |
| Eris    | 1,108(9)×1012         |

Standardowy parametr grawitacyjny {\displaystyle \mu } ciała niebieskiego – w mechanice nieba iloczyn stałej grawitacji {\displaystyle G} oraz masy ciała {\displaystyle M}
{\displaystyle \mu =GM.}
Jednostką w układzie SI standardowego parametru grawitacyjnego jest m3 s−2, jednak jednostki km3 s−2 są również często używane.

## Definicja

### Małe ciało obiegające ciało centralne
Ciało centralne w systemie orbitalnym może być zdefiniowane jako to, którego masa {\displaystyle (M)} jest o wiele większa od masy satelity {\displaystyle (m)\to M\gg m.} To przybliżenie jest standardem dla planet okrążających Słońce i większości księżyców oraz ułatwia niektóre równania. Z prawa powszechnego ciążenia, jeśli dystans pomiędzy dwoma ciałami oznaczymy jako {\displaystyle r,} siła wywierana na mniejsze ciało wynosi:
{\displaystyle F={\frac {GMm}{r^{2}}}={\frac {\mu m}{r^{2}}}.}
Stąd, by przewidzieć ruch mniejszego ciała, potrzeba jedynie wartości {\displaystyle G} i {\displaystyle M.} Jednak wyznaczenie orbity tego ciała daje tylko wartość parametru {\displaystyle \mu ,} nie oddzielnie {\displaystyle M} i {\displaystyle G.} Stała grawitacji jest trudna do wyznaczenia precyzyjnie, podczas gdy orbity ciał, przynajmniej w Układzie Słonecznym, mogą być zmierzone z dużą dokładnością, co pozwala precyzyjnie wyznaczyć parametr {\displaystyle \mu .}
Dla orbity kołowej:
{\displaystyle \mu =rv^{2}=r^{3}\omega ^{2}={\frac {4\pi ^{2}r^{3}}{T^{2}}},}
gdzie:
{\displaystyle r} – promień orbity,
{\displaystyle v} – prędkość liniowa ciała orbitującego,
{\displaystyle \omega } – prędkość kątowa ciała orbitującego,
{\displaystyle T} – okres orbitalny.
Dla orbit eliptycznych:
{\displaystyle \mu ={\frac {4\pi ^{2}a^{3}}{T^{2}}},}
gdzie {\displaystyle a} to półoś wielka orbity.
Dla trajektorii parabolicznych, {\displaystyle rv^{2}} jest stałe i równe {\displaystyle 2\mu ,} a dla eliptycznych i hiperbolicznych orbit, {\displaystyle \mu =2a|\varepsilon |,} gdzie {\displaystyle \varepsilon } to energia orbitalna.